# Корлате
Корлате (рум. Corlate) — село у повіті Долж в Румунії. Входить до складу комуни Ізвоаре.
Село розташоване на відстані 223 км на захід від Бухареста, 42 км на південний захід від Крайови.

## Населення
За даними перепису населення 2002 року у селі проживала 501 особа, усі — румуни. Усі жителі села рідною мовою назвали румунську.